# Международный регбийный зал славы
Международный регбийный зал славы (англ. International Rugby Hall of Fame), IRHOF — зал славы выдающихся спортсменов и деятелей регби-15. Организация создана в 1997 г. в Новой Зеландии, штаб-квартира расположена в Чизике (Лондон). Зал славы имеет статус доверительной собственности, учреждённой в общественно-благотворительных целях. При этом большинство попечителей были введены в зал. Введение новых участников происходит каждые два года. Большая часть участников — бывшие регбисты. В 2014 году преобразован в Зал славы World Rugby.

## Участники

### 1997
- Серж Бланко
- Дэни Крейвен[англ.]
- Гарет Эдвардс[англ.]
- Марк Элла[англ.]
- Майк Гибсон[англ.]
- Барри Джон[англ.]
- Уилли Джон Макбрайд[англ.]
- Колин Мэдс
- Клифф Морган
- Джордж Непиа
- Фрик дю Преез[англ.]
- Тони О’Рейлли
- Уго Порта
- Жан-Пьер Рив
- Дж. П. Р. Уильямс

### 1999
- Джеральд Дэвис
- Морне дю Плессис
- Ник Фарр-Джонс
- Энди Ирвайн
- Карвин Джеймс
- Джек Кайл
- Брайан Локор
- Филипп Селла[англ.]
- Уэйвелл Уэйкфилд
- Уилсон Уайнрей

### 2001
- Гордон Браун
- Дэвид Кампез
- Кен Кетчпоул
- Дон Кларк
- Мервин Дэвис
- Шон Фицпатрик
- Майкл Лайнаф
- Билл Макларен (комментатор)
- Хенни Мюллер
- Жан Пра

### 2003
- Билл Бомонт
- Гевин Гастингс
- Тим Оуран
- Майкл Джонс
- Йен Киркпатрик
- Джон Кирван
- Жо Мазо
- Сид Миллар

### 2005
- Фред Аллен
- Фил Беннетт
- Андре Бонифас
- Наас Бота
- Джон Илз[англ.]
- Грант Фокс
- Дэйв Галлахер
- Мартин Джонсон
- Йен Макгикен
- Гуин Николлз
- Франсуа Пиенар
- Кит Вуд

### 2007
- Юэн Эванс
- Дэни Гербер
- Том Кирнан
- Джейсон Леонард
- Джона Лому
- Терри Маклин (журналист)
- Грэм Мури
- Бенни Ослер
- Фергюс Слэттери
- Йост ван дер Вестёйзен

## Участники по странам
| Страна         | Участники |
| -------------- | --------- |
| Новая Зеландия | 15        |
| Уэльс          | 10        |
| ЮАР            | 9         |
| Ирландия       | 8         |
| Австралия      | 7         |
| Франция        | 6         |
| Шотландия      | 5         |
| Англия         | 4         |
| Аргентина      | 1         |